# Vida de Galinha
Vida de Galinha no Brasil e A Vida de Galinha em Portugal (em francês: Les P'tites Poules) é uma animação francesa criada por Christian Jolibois e Christian Heinrich e produzida pela Blue Spirit em HD e 3D, destinada a crianças de 6 a 10 anos. A série estreou pelo canal France 5 em 26 de junho de 2010, o único canal no Brasil que passou a animação foi o Gloob. Em Portugal, o único canal que passou esta animação foi o Canal Panda.

## Sinopse
Duas galinhas, Carmen e Carmelito adoram aventuras. Junto com Belino, seu amigo ovelha, elas fogem para viagens onde sempre encontram algum personagem famoso da história ou da mitologia, que ajudam os animais a voltar para o galinheiro em segurança.

## Personagens

### Principais
- Carmem: Carmen é curiosa e muito inteligente. Ela adora seu irmão e faz de tudo para defendê-lo e ajudá-lo, assim como a seu amigo Belino. Carmen adora descobrir novidades e conhecer gente nova.
- Carmelito: Carmelito é corajoso e superprotetor, mas um pouco ingênuo. Ele adora aventuras e acredita que um dia substituirá seu pai como galo principal, cantando de manhã para acordar as galinhas.
- Belino: Belino é uma ovelha, melhor amigo dos irmãos Carmen e Carmelito. Ele mora do lado de fora do galinheiro. É extremamente medroso, mas nunca deixa de acompanhar os amigos nas aventuras fora do galinheiro.

### Secundários
- Carmela: É a mãe de Carmem e Carmelito. Boa, gentil e cuidadosa, ama quando seus filhos saem em busca de aventuras e diz que isto foi herdado por ela.
- George: Pai de Carmem e Carmelito, mesmo com uma voz um pouco grosa, é um bom galo para sua mulher. É revelado em Cantor de Penas que ele cantava quando jovem.
- Pedro: Quase sempre anda contando histórias para as crianças.
- Vovozão: É uma espécie de "Galo-Rei" no galinheiro. Acorda todos de manhã com o seu cocoricó.
- Cockette: Gosta de Carmelito, e ele tem o mesmo sentimento por ela.
- Pick e Nick: Os dois sempre estão tramando ou aprontando algo.
- Os Ratos: Vivem atrás das galinhas e ovelhas para devorá-los.
- Chanteclair: É o cantor querido das galinhas, é mau e as atrai para os ratos.
- Outras Galinhas: Servem apenas para o fundo.
- Porco, Burrico e animais reais: Eram da Rainha Elizabeth em Galinheiro Real, mas no final fugiram para o galinheiro e ficaram por lá.

## Episódios
- 1 - A Pena do Frangossauro
- 2 - A Chave dos Sonhos
- 3 - Galinheiro Real
- 4 - O Concerto do Maestro Carmelito
- 5 - Roubaram o Sol!
- 6 - O Burrico
- 7 - Cantor de Penas
- 8 - O Sorriso de Carmem
- 9 - Chapeuzinho Vermelho
- 10 - Cocóricadabra
- 11 - Caos no Galinheiro
- 12 - Uma ideia estrondosa
- 13 - Festa Explosiva
- 14 - Os Belos Ovos de Cockette
- 15 - Três desejos
- 16 - O Segredo do Vovozão
- 17 - Carmelito e Cockette
- 18 - Pequenos Aventureiros
- 19 - Ovelha Voadora
- 20 - Um Lobo no Galinheiro
- 21 - Galinheiro Fantasma
- 22 - Justiceiro Informal
- 23 - Galostein
- 24 - Os Doze Trabalhos de Carmem
- 25 - Carmela dos Ovos de Ouro
- 26 - Pousada dos Três Ovos
- 27 - Simpático como o Pé Grande
- 28 - O Pote de Ouro
- 29 - As Profecias
- 30 - Galinhas Ciclistas
- 31 - O Mensageiro Esquecido
- 32 - Porco Primeiro (Episódio Final)